# Альберт Шикеданц
Альберт Шикеданц (нім. Albert Schickedanz; 14 жовтня 1846, Бельсько-Бяла — 11 липня 1915, Будапешт) — австро-угорський архітектор.
Альберт Шикеданц народився у німецькій родині. Завершивши навчання в Карлсруе (тут навчався від 1865 року студентом Політехнічної школи) та Відні, Шикеданц розпочав працювати в угорського архітектора Міклоша Ібля. У 1896 Шикеданцу було доручено проєкт площі Героїв у Будапешті. Шикеданц також спроєктував та збудував будівлі Музею образотворчих мистецтв та Виставкової зали на цій площі.